# Päijänne
Päijänne – najdłuższe (ok. 120 km od Jyväskyli na północy do Asikkali na południu), najgłębsze i drugie co do wielkości (1082,89 km²) jezioro w Finlandii, połączone z Zatoką Fińską rzeką Kymijoki. Leży na terenie gmin Asikkala, Kuhmoinen, Muurame, Padasjoki, Sysmä, Jämsä, Jyväskylä i Toivakka. Zaopatruje Helsinki w wodę za pomocą tunelu wodnego Päijänne.
Długość linii brzegowej wynosi ok. 2790 km, na jeziorze jest 2690 wysp i wysepek (największe to Virmailansaari, Salonsaari, Judinsalo, Onkisalo, Paatsalo, Muuratsalo, Haukkasalo, Vuoritsalo). Päijänne jest celem wycieczek turystycznych, utrzymywana jest na nim komunikacja parowa. Przy jeziorze powstały liczne domki letniskowe. Jezioro jest też bogatym siedliskiem roślin i zwierząt.
W południowej części jeziora znajduje się Park Narodowy Päijänne.